# Memoriał Zdzisława Ambroziaka 2007
II Memoriał Zdzisława Ambroziaka – siatkarski turniej, który odbył się w dniach 21-23 września 2007 roku w hali Arena Ursynów w Warszawie. Organizatorami turnieju były: Fundacja im. Zdzisława Ambroziaka, Ursynowskie Centrum Sportu i Rekreacji oraz Uczniowski Klub Sportowy "Gocław 75". Memoriał transmitowała stacja Polsat Sport.
W turnieju wzięło udział pięć zespołów: Asseco Resovia Rzeszów, J.W. Construction AZS Politechnika Warszawska, Mlekpol AZS Olsztyn, PGE Skra Bełchatów oraz Wkręt-met Domex AZS Częstochowa. Wszystkie biorące udział w turnieju drużyny grały w sezonie 2007/2008 w Polskiej Lidze Siatkówki.
Organizatorzy postanowili zmienić system rozgrywek. W fazie grupowej drużyny rozegrały ze sobą systemem kołowym po jednym spotkaniu. W każdym meczu rozegrano po trzy sety. Zwyciężała ta drużyna, która wygrała co najmniej dwa sety. Po fazie grupowej rozegrano finał i mecz o 3. miejsce, które odbywały się do trzech wygranych partii. Dodatkowo odbyło się trzysetowe spotkanie reprezentacji Polski młodzików z drużyną, która zajęła 5. miejsce w grupie. 
Zwycięzcą memoriału został klub PGE Skra Bełchatów, który w finale pokonał Asseco Resovię Rzeszów.

## Faza grupowa

### Tabela
| Lp. | Drużyna                                       | Pkt | Mecze | Mecze | Mecze | Sety | Sety | Sety  | Małe punkty | Małe punkty | Małe punkty |
| Lp. | Drużyna                                       | Pkt | M     | W     | P     | wyg. | prz. | ratio | zdob.       | str.        | ratio       |
| --- | --------------------------------------------- | --- | ----- | ----- | ----- | ---- | ---- | ----- | ----------- | ----------- | ----------- |
| 1   | PGE Skra Bełchatów                            | 7   | 4     | 3     | 1     | 9    | 3    | 3.000 | 289         | 268         | 1.078       |
| 2   | Asseco Resovia Rzeszów                        | 7   | 4     | 3     | 1     | 8    | 4    | 2.000 | 295         | 258         | 1.143       |
| 3   | J.W. Construction AZS Politechnika Warszawska | 6   | 4     | 2     | 2     | 7    | 5    | 1.400 | 275         | 265         | 1.038       |
| 4   | Wkręt-met Domex AZS Częstochowa               | 5   | 4     | 1     | 3     | 3    | 9    | 0.333 | 264         | 284         | 0.930       |
| 5   | Mlekpol AZS Olsztyn                           | 5   | 4     | 1     | 3     | 3    | 9    | 0.333 | 241         | 289         | 0.834       |

     finał
     mecz o 3. miejsce

### Wyniki spotkań
| Data  | Drużyna 1                                     | Wynik | Drużyna 2                                     | Set 1 | Set 2 | Set 3 | Set 4 | Set 5 | Raport |
| ----- | --------------------------------------------- | ----- | --------------------------------------------- | ----- | ----- | ----- | ----- | ----- | ------ |
| 21.09 | PGE Skra Bełchatów                            | 3:0   | Mlekpol AZS Olsztyn                           | 25:14 | 25:15 | 26:24 |       |       |        |
| 21.09 | J.W. Construction AZS Politechnika Warszawska | 1:2   | Asseco Resovia Rzeszów                        | 23:25 | 16:25 | 25:22 |       |       |        |
| 21.09 | PGE Skra Bełchatów                            | 3:0   | Wkręt-met Domex AZS Częstochowa               | 25:22 | 25:23 | 25:21 |       |       |        |
| 21.09 | Asseco Resovia Rzeszów                        | 3:0   | Mlekpol AZS Olsztyn                           | 25:14 | 25:15 | 26:24 |       |       |        |
| 21.09 | J.W. Construction AZS Politechnika Warszawska | 1:2   | Wkręt-met Domex AZS Częstochowa               | 17:25 | 22:25 | 25:21 |       |       |        |
| 22.09 | PGE Skra Bełchatów                            | 1:2   | J.W. Construction AZS Politechnika Warszawska | 25:22 | 20:25 | 17:25 |       |       |        |
| 22.09 | Mlekpol AZS Olsztyn                           | 3:0   | Wkręt-met Domex AZS Częstochowa               | 25:20 | 25:21 | 25:21 |       |       |        |
| 22.09 | PGE Skra Bełchatów                            | 2:1   | Asseco Resovia Rzeszów                        | 25:23 | 31:29 | 20:25 |       |       |        |
| 22.09 | Wkręt-met Domex AZS Częstochowa               | 1:2   | Asseco Resovia Rzeszów                        | 20:25 | 20:25 | 25:20 |       |       |        |
| 22.09 | Mlekpol AZS Olsztyn                           | 0:3   | J.W. Construction AZS Politechnika Warszawska | 21:25 | 18:25 | 21:25 |       |       |        |

## Faza finałowa

### Finał
| Data  | Drużyna 1          | Wynik | Drużyna 2              | Set 1 | Set 2 | Set 3 | Set 4 | Set 5 | Raport |
| ----- | ------------------ | ----- | ---------------------- | ----- | ----- | ----- | ----- | ----- | ------ |
| 23.09 | PGE Skra Bełchatów | 3:2   | Asseco Resovia Rzeszów | 25:19 | 25:18 | 20:25 | 15:25 | 15:12 |        |

### Mecz o 3. miejsce
| Data  | Drużyna 1                                     | Wynik | Drużyna 2                       | Set 1 | Set 2 | Set 3 | Set 4 | Set 5 | Raport |
| ----- | --------------------------------------------- | ----- | ------------------------------- | ----- | ----- | ----- | ----- | ----- | ------ |
| 23.09 | J.W. Construction AZS Politechnika Warszawska | 1:3   | Wkręt-met Domex AZS Częstochowa | 22:25 | 25:19 | 28:30 | 18:25 |       |        |

### Mecz z reprezentacją Polski młodzików
| Data  | Drużyna 1           | Wynik | Drużyna 2                      | Set 1 | Set 2 | Set 3 | Set 4 | Set 5 | Raport |
| ----- | ------------------- | ----- | ------------------------------ | ----- | ----- | ----- | ----- | ----- | ------ |
| 23.09 | Mlekpol AZS Olsztyn | 2:1   | reprezentacja Polski młodzików | 25:17 | 25:20 | 20:25 |       |       |        |

## Klasyfikacja końcowa
| Lp. | Drużyna                                       |
| --- | --------------------------------------------- |
| 1   | PGE Skra Bełchatów                            |
| 2   | Asseco Resovia Rzeszów                        |
| 3   | Wkręt-met Domex AZS Częstochowa               |
| 4   | J.W. Construction AZS Politechnika Warszawska |
| 5   | Mlekpol AZS Olsztyn                           |

## Nagrody indywidualne
| Najlepszy zawodnik (MVP)             | Najlepszy atakujący                    | Najlepszy blokujący                  | Najlepszy rozgrywający                | Najlepszy przyjmujący                 | Najlepszy libero                            |
| ------------------------------------ | -------------------------------------- | ------------------------------------ | ------------------------------------- | ------------------------------------- | ------------------------------------------- |
| Stéphane Antiga (PGE Skra Bełchatów) | Piotr Gabrych (Asseco Resovia Rzeszów) | Janne Heikkinen (PGE Skra Bełchatów) | Bartłomiej Neroj (PGE Skra Bełchatów) | Michał Bąkiewicz (PGE Skra Bełchatów) | Krzysztof Ignaczak (Asseco Resovia Rzeszów) |